# 95-я отдельная десантно-штурмовая бригада
95-я отдельная десантно-штурмовая бригада (укр. 95-а окрема десантно-штурмова бригада, сокращённо 95 ОДШБр, в/ч А0281) — воинское соединение, входящее в состав Десантно-штурмовых войск Вооружённых сил Украины. Базируется в Житомире.

## История формирования
На основании Директивы Генерального штаба Вооружённых Сил Украины № 155/1/0605 от 12.12.1992 года началось формирование 95-го учебного центра подготовки младших специалистов аэромобильных войск.

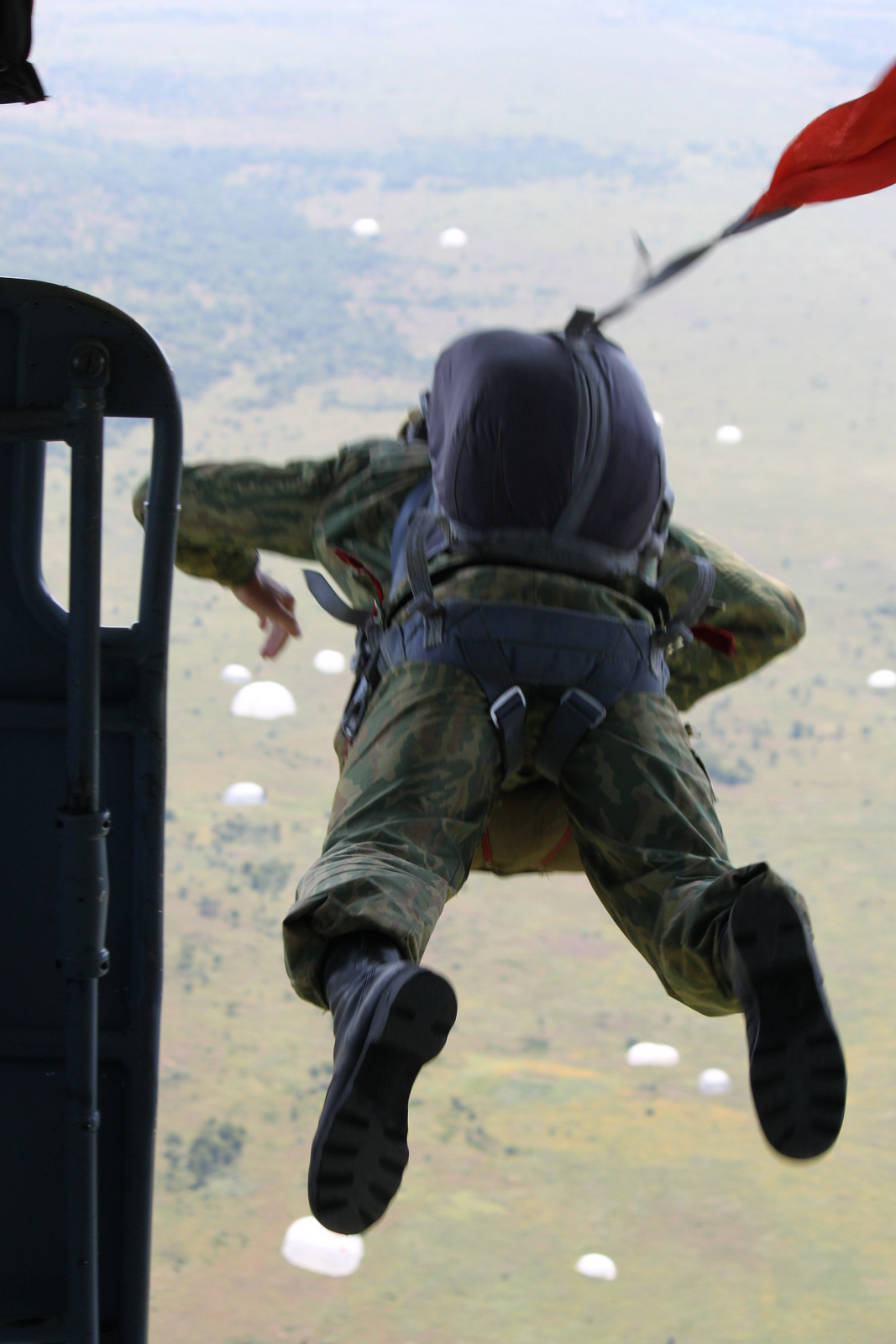
Десантирование с Ан-26, 95-я аэромобильная бригада, Яворов, 2013 год
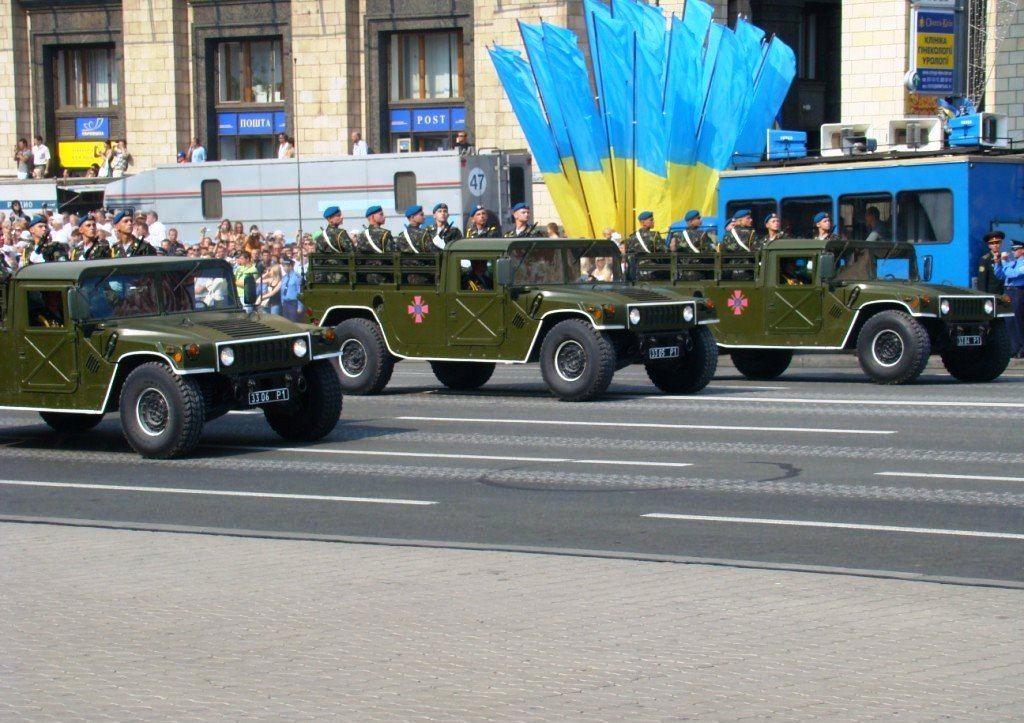
Колонна «Хамви» 95-й аэромобильной бригады проходит по Крещатику на параде в честь Дня независимости Украины, Киев, 24 августа 2008 год
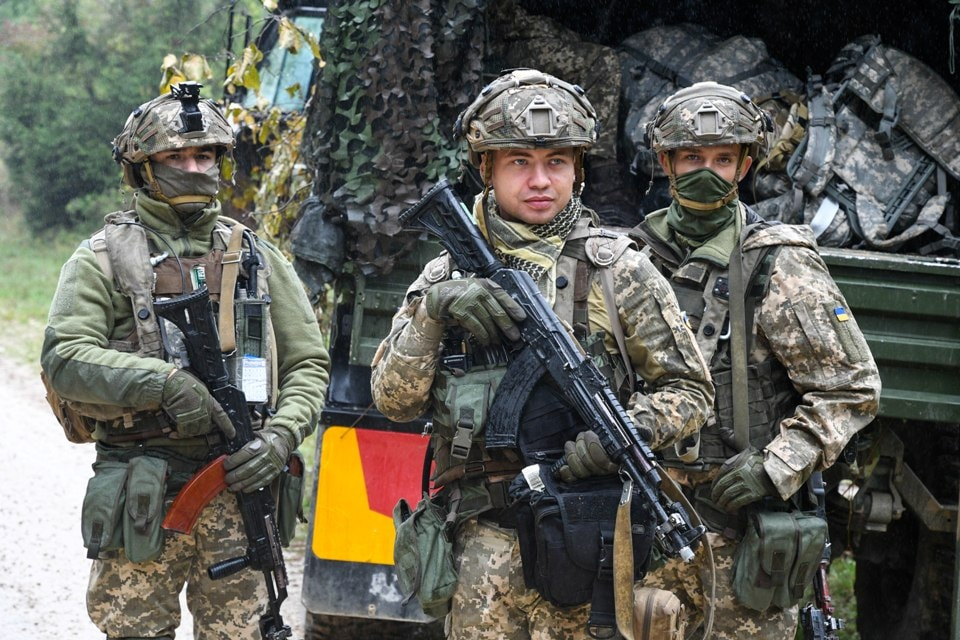
Десантники 95-й аэромобильной бригады во время учений «Saber Junction-2018»

Формирование 95-го учебного центра аэромобильных войск началось в г. Сумы на базе Сумского высшего артиллерийского командного училища.
Согласно приказу Министра обороны Украины № 010 от 1 февраля 1993 года было принято решение переместить формирования 95-го учебного центра в Житомир на 4606-ю базу хранения вооружения и техники ПВО. Учебный центр комплектовался из офицеров — десантников, которые после 1991 года вернулись на Украину, а также из лучших военнослужащих других родов войск, которые выразили желание служить в элитных войсках Вооружённых Сил, и были пригодны по состоянию здоровья.
Формирование первых подразделений закончилось в июле 1993 года. С того времени соединение приступило к обучению военнослужащих по плану боевой подготовки аэромобильных войск.
5 октября 1994 года 95-му учебному центру аэромобильных войск было вручено Боевое Знамя.
К тому времени учебный центр включал:
- штаб и отдельные подразделения;
- 11-й отдельный аэромобильно-десантный батальон (в настоящее время 1-й десантно-штурмовой батальон);
- 12-й отдельный аэромобильно-десантный батальон (в настоящее время 2-й десантно-штурмовой батальон);
- 13-й отдельный парашютно-десантный батальон (в настоящее время 13-й отдельный десантно-штурмовой батальон);
- 14-й отдельный парашютно-десантный батальон (расформирован в 1995—1996 годах);
- 18-й отдельный учебный аэромобильно-десантный батальон (расформирован в 1995 году);
- батальон материально-технического обеспечения (БМТО), в 1995 году переформирован в 320-й отдельный батальон обеспечения (расформирован);
- отдельный зенитно-ракетный дивизион (расформирован в ноябре 1995 года);
- отдельный артиллерийский дивизион (расформирован).

Дислоцировалось соединение в районах города Богуния, Смоковка и Корбутовка.
В 1995—1996 годах центр в связи с реорганизацией Вооружённых Сил Украины 95-й учебный был переформирован в 95-ю отдельную воздушно-десантную бригаду. В октябре 2000 года в соответствии с государственной программой развития Вооружённых Сил Украины 95-я отдельная аэромобильная бригада вошла в состав 8-го Армейского корпуса.
Выполняя обязательства Украины по программе «Партнёрство ради мира» подразделения бригады принимали участие в выполнении миротворческих миссий в республиках бывшей Югославии в составе украинского миротворческого контингента.
Военнослужащие отдельной аэромобильно-десантной роты выполняли задачи в 240 специальном батальоне на территории Боснии и Герцеговины.
37-я отдельная специальная рота дислоцировалась в Косово, где бригада понесла первые потери.
С августа 2003 года личный состав части участвует в составе стабилизационных сил миротворческого контингента по поддержанию мира в Республике Ирак.
9 января 2005 года в ходе выполнения миротворческой миссии в Ираке недалеко от города Эс-Сувейра во время операции по обезвреживанию боеприпасов, в результате взрыва погибли трое военнослужащих бригады. Все они были награждены орденом «За мужество» I степени (посмертно).

## Российско-украинская война

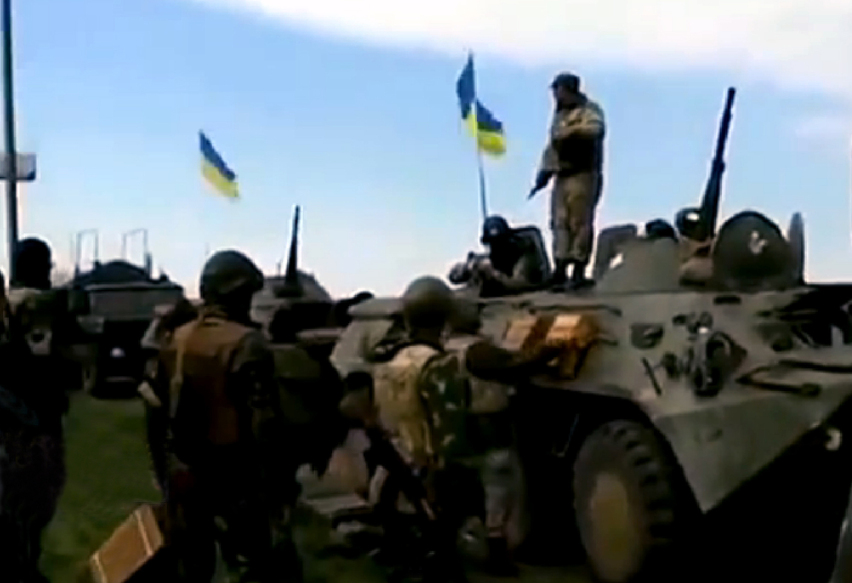
Колонна 95-й аэромобильной бригады в зоне АТО, июль 2014 год
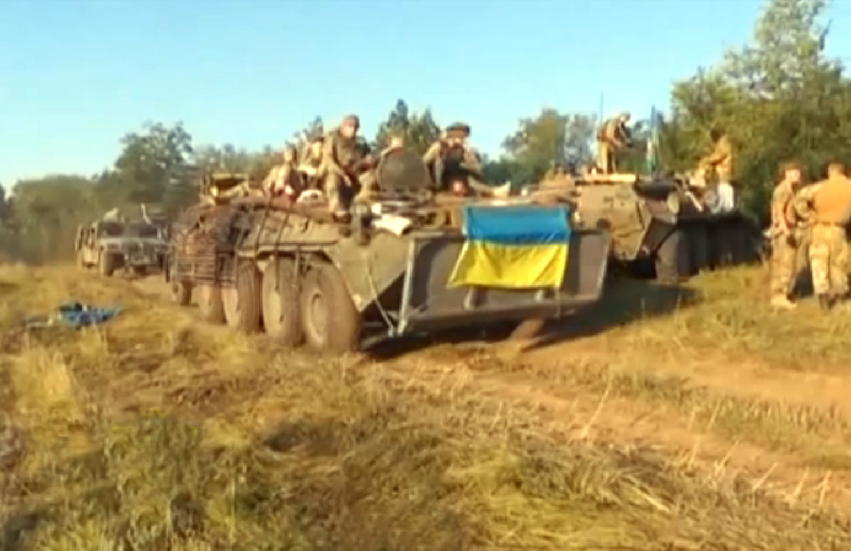
БТР-80 и «Хамви» 95-й аэромобильной бригады в зоне АТО, август 2014 год
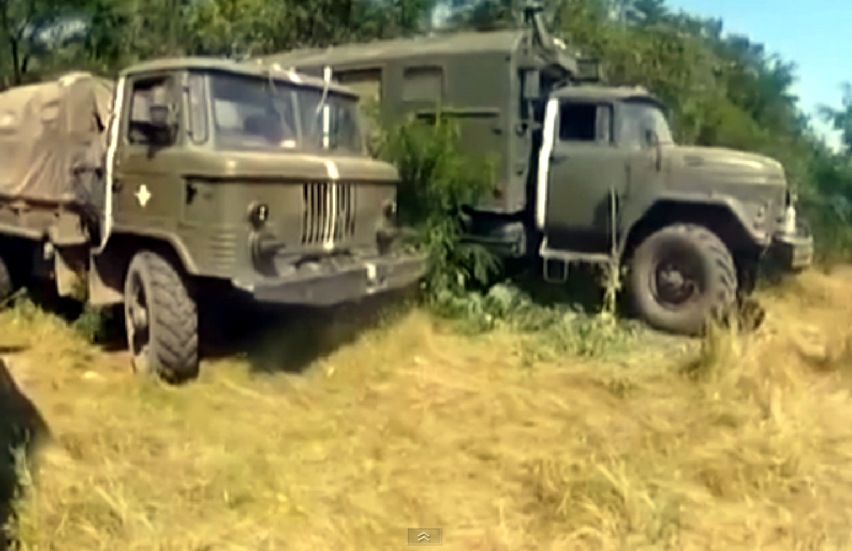
Грузовые автомобили ГАЗ-66 и ЗИЛ-131 95-й аэромобильной бригады в зоне АТО, август 2014 год

95-я аэромобильная бригада приступила к выполнению задач начиная с 8 марта 2014 года, до официального объявления АТО. Свой путь бригада начала с прикрытия линии разграничения на Крымском перешейке и взятия под контроль навигационной станции в Геническе.
Бригада действовала в районе Славянска, где вела обстрел города с горы Карачун, занимала населённые пункты Семёновка, Селезневка, Красный Лиман, Кривая Лука, Краматорск, а затем Лисичанск.

### Рейд Забродского
В начале августа 2014 года 95-я бригада под командованием Михаила Забродского совершила рейд в тыл противника. За три недели, выполняя боевые задачи, бригада Забродского прошла 320 км от Славянска до Мариуполя, затем вдоль российско-украинской границы, и через Луганск вернулась в Славянск. По мнению американского эксперта Филипа Карбера (англ. Phillip A. Karber) это был самый длинный рейд вооруженного формирования в новейшей военной истории. Бригада двигалась из Краматорска и провела бои с российскими и сепаратистскими силами в Бахмуте, Дебальцево, Саур-Могиле, Лимане (тогда Красный Луч) и в Луганске. В Луганске 95 бригада помогла находившемуся в осаде украинскому батальону, защищавшему Луганский аэропорт. Рейд освободил две заблокированные украинские бригады и вернул Луганский аэропорт. 23 июля 2014 бригада вернулась на свою сторону линии фронта.
В течение 3 сентября 2014 года штурмовыми группами 95-й и 79-й аэромобильных бригад были проведены ударно-поисковые действия и зачищены такие населённые пункты, как Угледар, Владимировка, Благодатное, Оленовка, Николаевка, Докучаевск и Новотроицкое.
С утра 5 сентября 2014 года штурмовые группы 95-й и 79-й аэромобильных бригад осуществили переход реки Кальмиус и приступили к рейдовым операциям. В ходе рейдовых действий штурмовыми группами 95-й и 79-й аэромобильных бригад во взаимодействии с подразделениями Национальной гвардии были обстреляны позиции сепаратистов и повреждены их коммуникации. Была осуществлена зачистка Тельманово.
С октября 2014 года части бригады участвовали в боестолкновениях в Донецком аэропорту.
С января 2015 года бригада занимает позиции в районе населённых пунктов Спартак, Пески, шахты Бутовка.
В феврале 2015 года вела бои в Дебальцево.
С марта 2015 года части бригады на позициях в Авдеевке.
По состоянию на 1 марта 2020 года 95-я отдельная десантно-штурмовая бригада в ходе АТО потеряла погибшими 91 человека.

### Вторжение России на Украину
С 24 февраля 2022 года 95-я отдельная десантно-штурмовая бригада ведёт активные боевые действия в ходе вторжения России на Украину.
С 14 августа 2024 года бригада принимает участие в наступлении ВСУ в Курской области. Действует на Льговском направлении, не позднее 20 августа заняла село Малая Локня.

## Структура

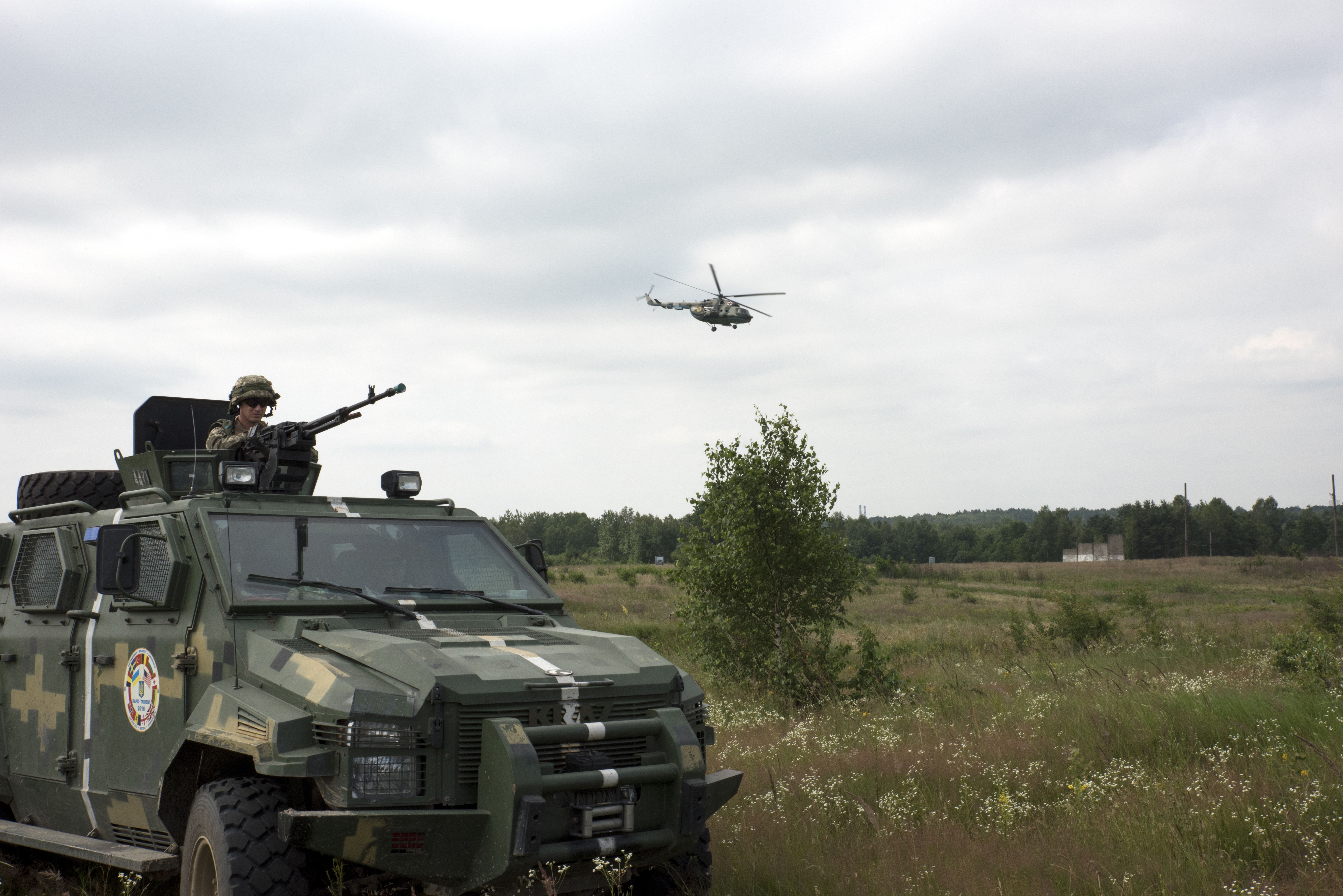
КрАЗ «Спартан» 95-й аэромобильной бригады на учениях «Рэпид Трайдент-2016», Яворов, июль 2016 год

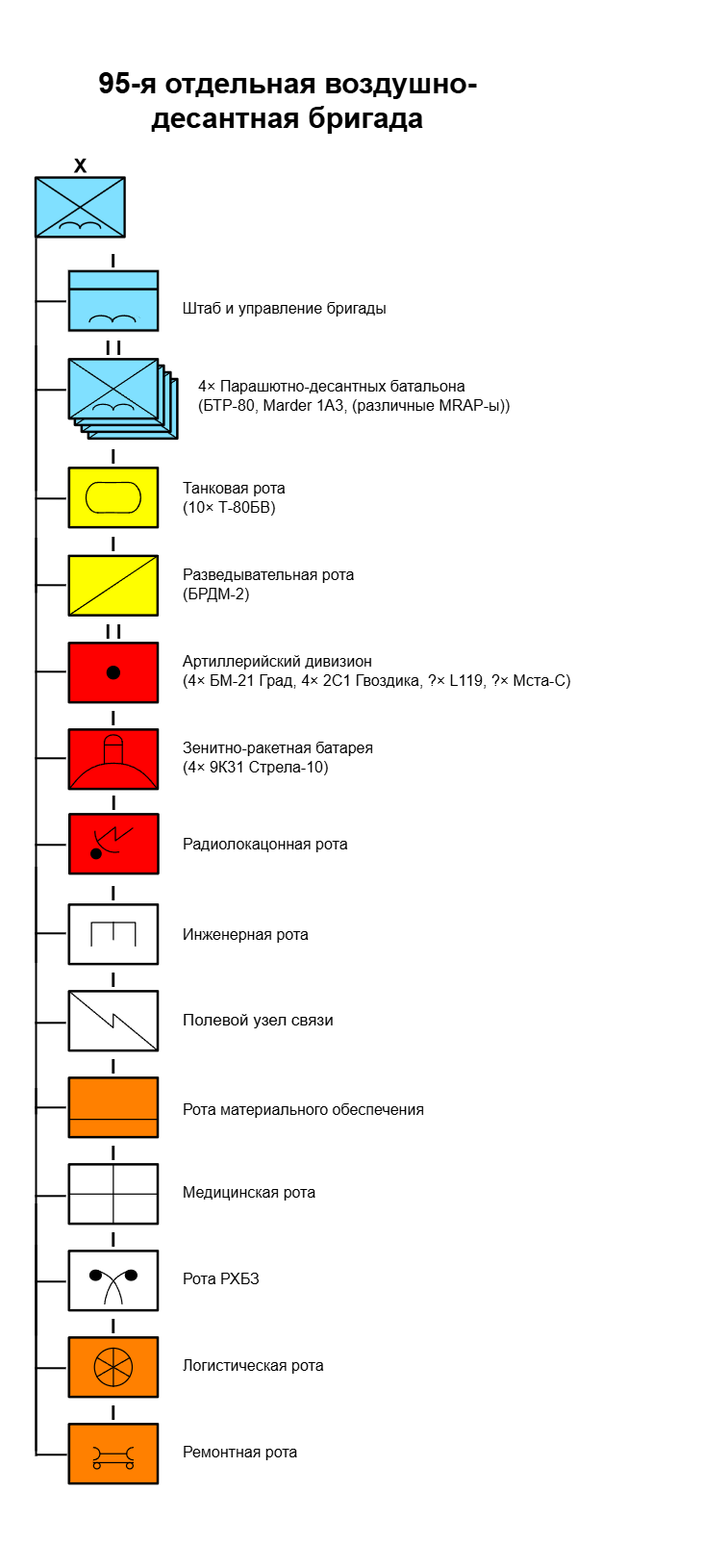
Структура 95-й отдельной воздушно-десантной бригады ДШВ Украины на 2024 год

## Техника, вооружение и снаряжение
Стрелковое оружие
- Пистолеты ПМ, Форт-14

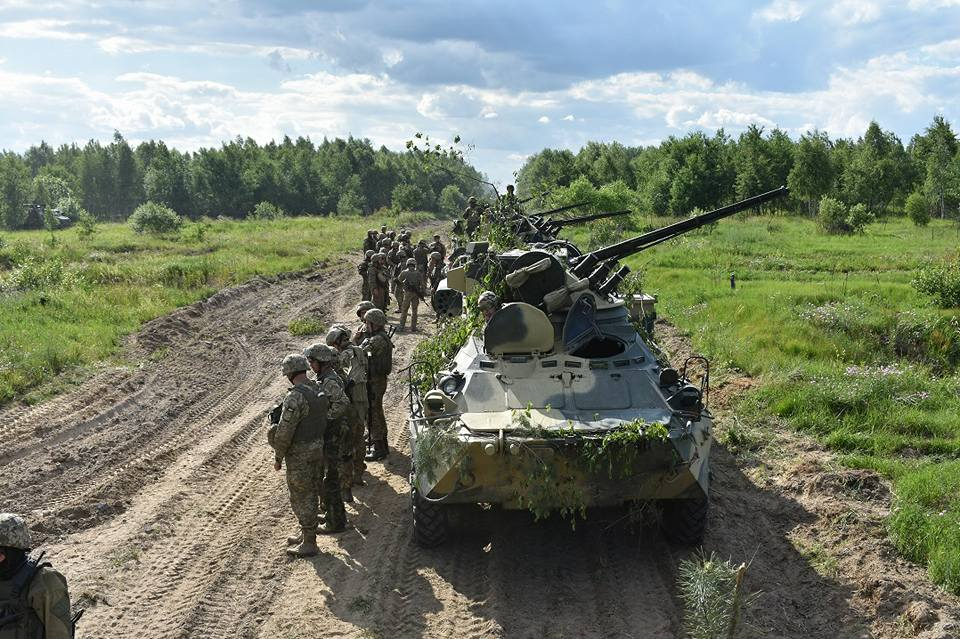
БТР-3ЕУ1 95-й десантно-штурмовой бригады на учениях, июнь 2017 года

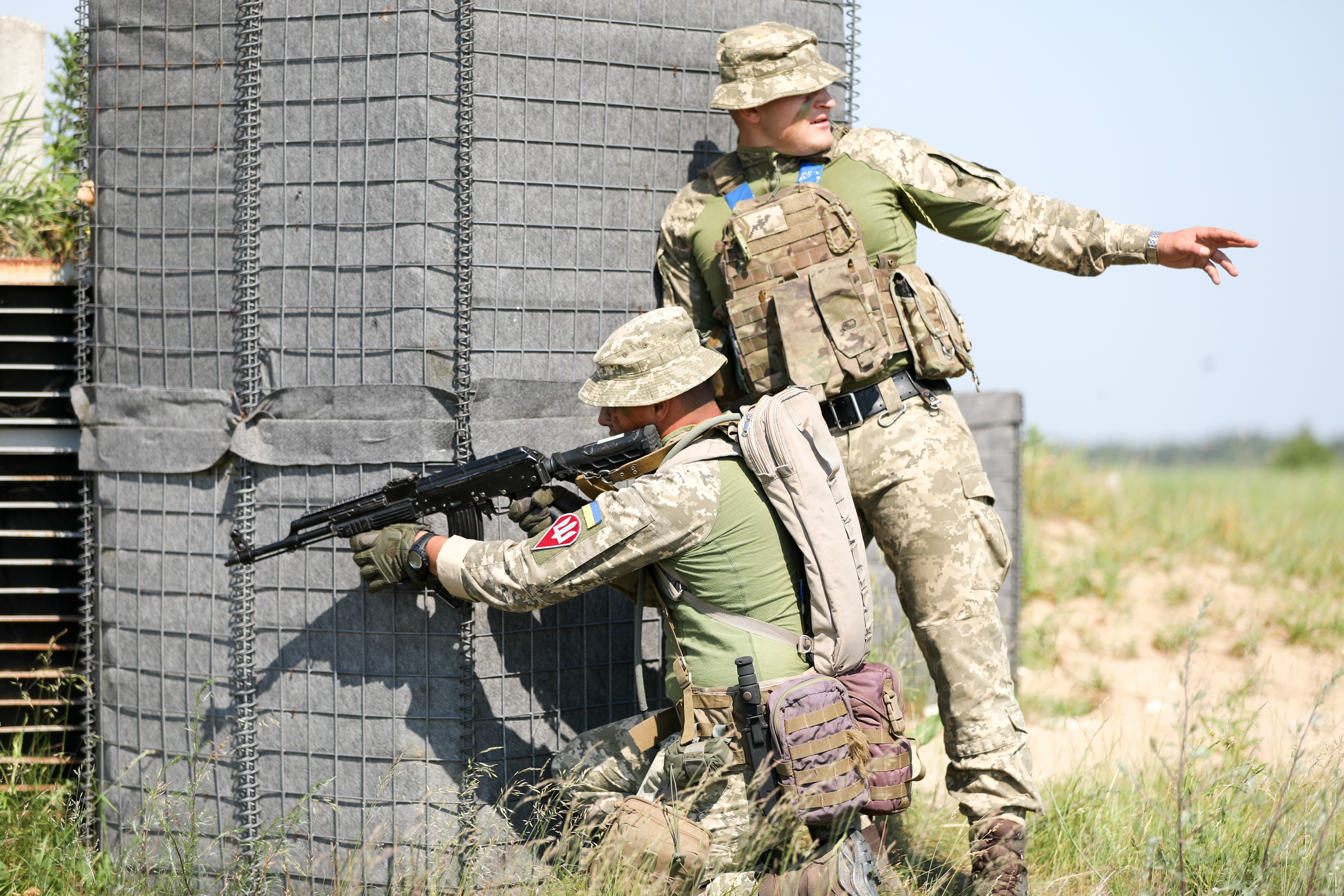
Бойцы 95-й десантно-штурмовой бригады во время учений, июнь 2019 года

- Автоматы АКС-74, АК-ТК, АКМС, TAR-21, АКС-74У; снайперские винтовки СВД.
- Пулемёты: РПКС-74, ПКМ.
- Гранатомёты: ГП-25, РПГ-7Д, РПГ-18, АГС-17.

Ракетно-артиллерийское вооружение
- Гаубичный самоходный артиллерийский дивизион 2С1 «Гвоздика»
- 120-мм самоходное артиллерийское орудие 2С23 «Нона-СВК»[19]
- Гаубичный артиллерийский дивизион Д-30
- 82-мм миномёты БМ-37, 2Б9
- Противотанковые ракетные комплексы «Фагот», «Метис»
- Зенитные ракетные комплексы «Стрела-10», ПЗРК «Игла», зенитные установки ЗУ-23.

Бронетехника и автотранспорт
До 2014 года на штатном вооружении бригады состояли бронетранспортёры БТР-80 и не менее 40 внедорожников М1097А2. Часть автомобилей М1097А2 — бронированные по варианту модернизации ЛБТЗ. Транспортное обеспечение — автомобили Урал-4320, ЗИЛ-131, ГАЗ-66, УАЗ-3151. В дополнение к имеющейся технике начиная с конца 2014 года на вооружение бригады стали поступать бронеавтомобили КрАЗ «Спартан». В июле 2016 года бригада получила от Укроборонпрома первые Дозор-Б в количестве 10 шт. Также с 2016 г. в структуру бригады включена танковая рота на Т-80БВ. Имеются разнотипные автомобили, полученные от волонтёров. В 2017 на вооружение бригады поступили бронетранспортёры БТР-3Е1. Не позднее 2024 года бригада получила на вооружение БМП Marder 1A3.

## Командиры 95-й бригады

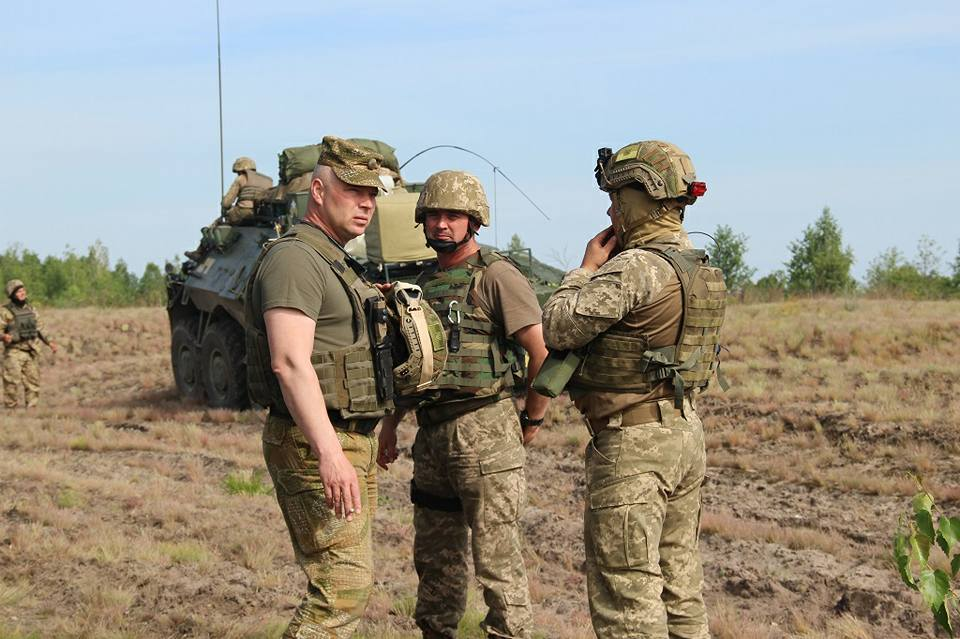
Командующий Высокомобильными десантными войсками ВСУ генерал-лейтенант Михаил Забродский (слева) в 95-й ОДШБр, 2017 год

- Генерал-майор Раевский Виталий Анатольевич
- Полковник Кинзерский Алексей Валерьянович
- Полковник Чабаненко Виктор Григорьевич
- Полковник Хортюк Анатолий Владимирович
- Подполковник Борчук Владимир Николаевич
- Подполковник Швец Александр Николаевич
- Полковник Гуляк Олег Викторович
- Полковник Чумак Станислав Иванович
- (2013 — 2015) Полковник Забродский Михаил Витальевич
- (2015 — 2018) Полковник Гуть Олег Григорьевич
- (2018 — 2021) Полковник Миргородский Максим Викторович
- (2021 — н.в.) Полковник Братишко Дмитрий